# Coimo
Coimo è una delle frazioni del comune di Druogno, nella provincia del Verbano-Cusio-Ossola; fu comune autonomo fino al 1928.

## Geografia fisica
Il paese, primo centro abitato della Valle Vigezzo, fa parte del comune di Druogno dal 1928. Si trova sulle pendici meridionali del Monte Loccia di Peve e gode di ottima esposizione al sole ad un'altitudine di 817m slm. L'abitato è circondato da campi terrazzati dove venivano coltivati segale, grano e patate. Tutto il paese si trova in un bosco di alberi di castagno secolari.
Poco distante dal centro del paese si trova la località di Mozzio, raggiungibile solo con un fuoristrada.

## Monumenti e luoghi di interesse

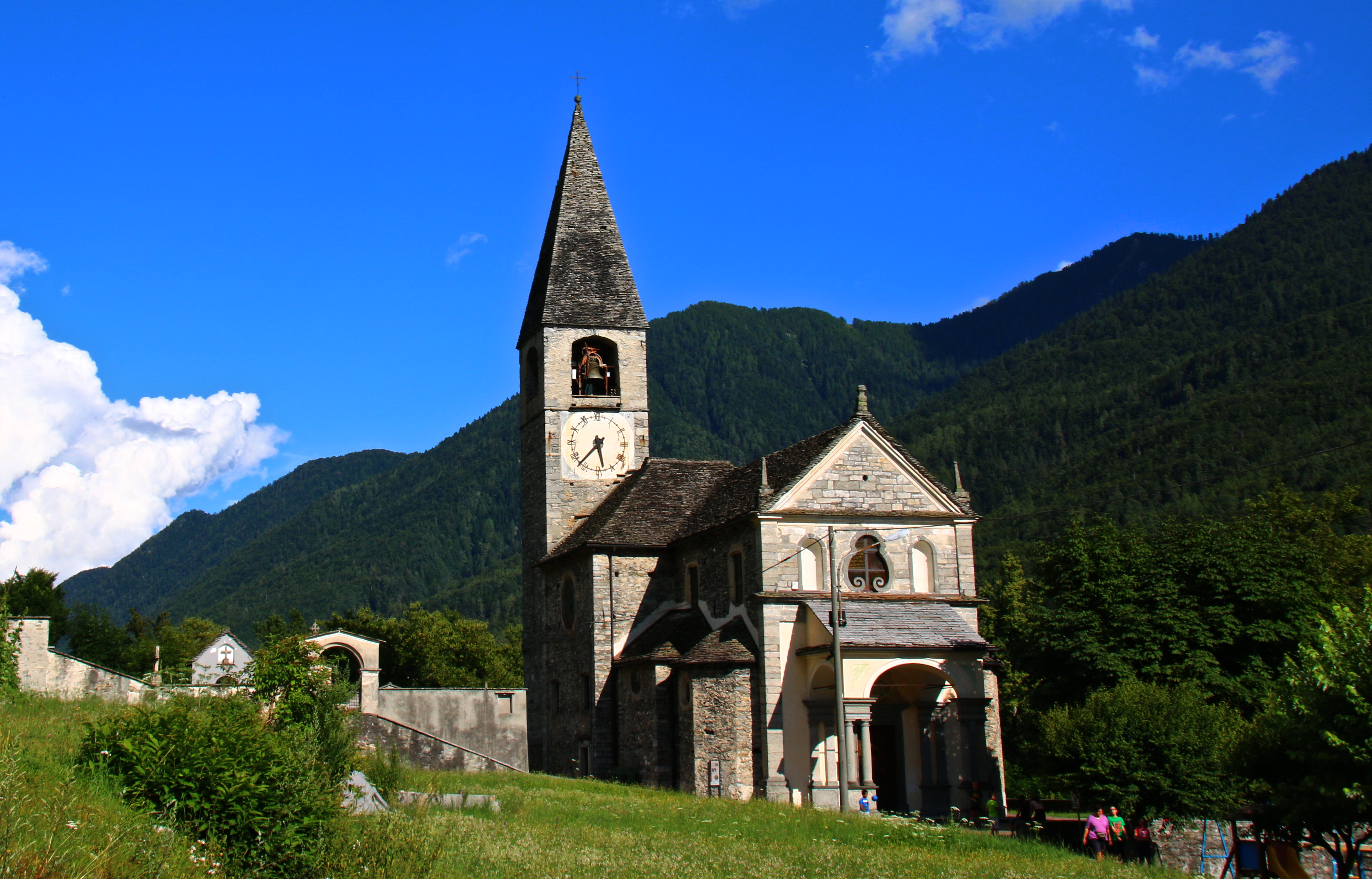
Chiesa di sant'Ambrogio

A Coimo sono presenti due importanti chiese. La chiesa di sant'Ambrogio, situata all'esterno del paese, è stata costruita nella sua struttura originale nel 1100 in stile romanico. Sorge su un antico tempio pagano del quale si può ancora vedere un piccolo masso coppellato sul lato destro della chiesa. L'oratorio dell'Immacolata, invece, di dimensioni più ridotte, si trova tra le case in posizione rialzata creando, grazie alla piazzetta antistante, un notevole punto panoramico. È stata costruita nel 1682 grazie a donazioni e manodopera della cittadinanza per ovviare alla distanza della parrocchiale che in inverno era difficile da raggiungere.
Il nucleo di case più antico, costituito da edifici tradizionali in pietra, ospita importanti palazzi signorili e un lavatoio appena ristrutturato.

### Rifugi e bivacchi

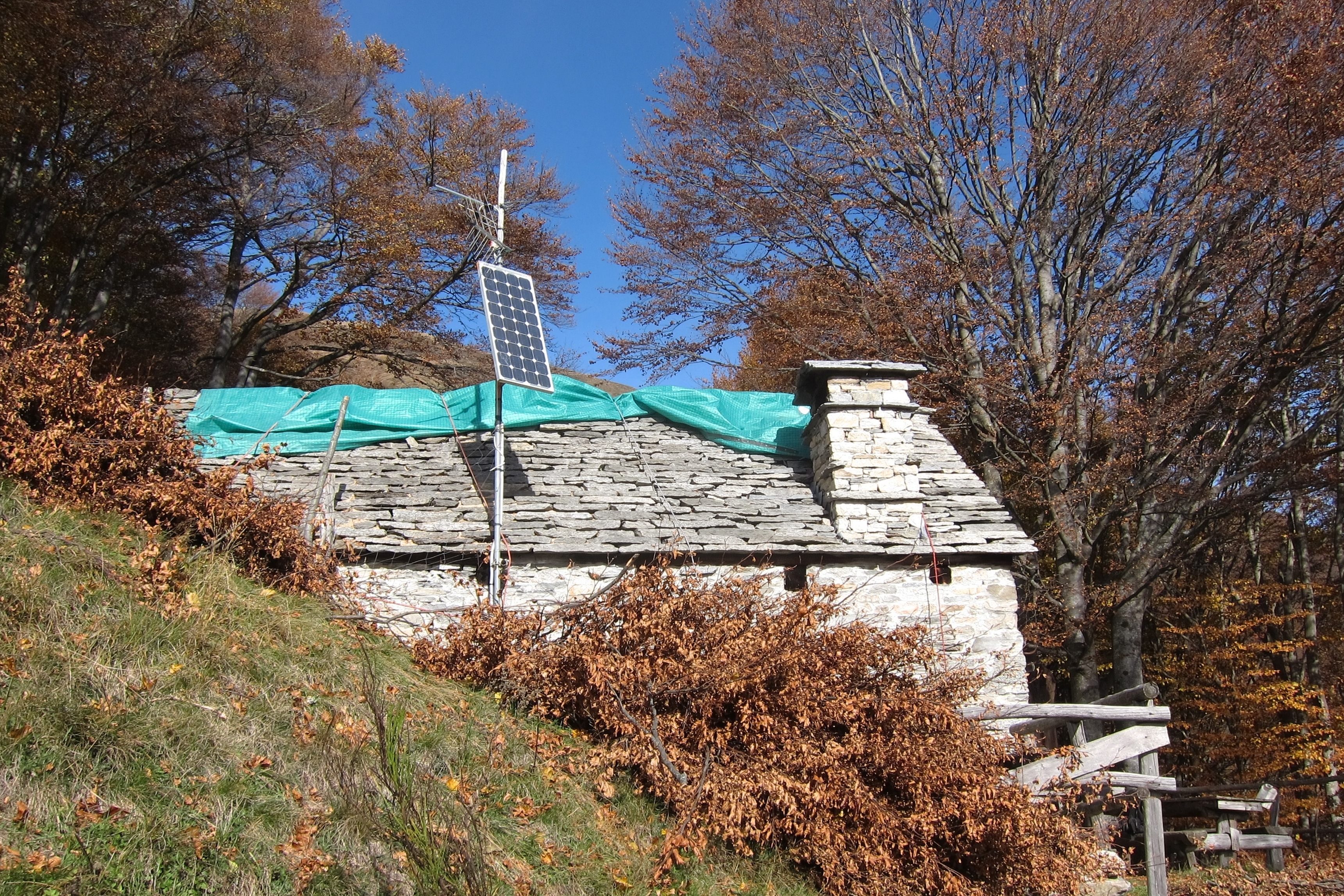
Il bivacco Rifugio Cortina

Nei boschi sopra la frazione di Coimo si trova il bivacco alpino Rifugio Cortina posto a 1418 metri di quota presso la località Alpe Cortina. Il bivacco è collocato lungo il sentiero che da Coimo porta alla Cima della Croce di Rovareccio (1767m).

## Cultura

### Cucina
I coimesi da secoli producono un pane tradizionale chiamato pane nero di Coimo, contenente farina di segale che crea il caratteristico colore scuro. Un tempo veniva preparato solo due volte l'anno in grande quantità e costituiva il dono portato da Gesù Bambino il giorno di Natale. Vista la sua importanza ha ricevuto il riconoscimento come Prodotto agroalimentare tradizionale da parte del Ministero delle politiche agricole alimentari e forestali. Un altro prodotto tipico sono gli amiàš, simili ai rundìtt maleschesi, sottili sfoglie realizzate con un impasto di acqua e farina cotte su una particolare piastra rettangolare (i rundìtt invece vengono cotti su una piastra rotonda).

### Eventi
Ad ottobre avviene la manifestazione più importante dell'anno: la Castagnata Coimese che celebra l'importanza delle castagne nell'alimentazione e nella cultura di queste popolazioni montane. Per quasi una settimana vengono organizzate grigliate, canti popolari e visite guidare all'interno del paese.

## Infrastrutture e trasporti
Per raggiungere il paese è necessario imboccare una deviazione dalla S.S. 337 della Valle Vigezzo. Il paese è servito anche dalla stazione ferroviaria di Coimo sulla ferrovia Vigezzina che però si trova sul versante opposto della valle in posizione isolata presso l'alpe Dalovio.